# イヴンディム湖
イヴンディム湖（英：Lake Evendim）は、J・R・R・トールキンの小説『指輪物語』に登場する湖。
シンダール語で「ネヌイアル」 (Nenuial) と呼ばれ、およそ「夕おぼろ湖」といった意味である。
エリアドールの北部、ホビット庄から真北の位置にある。湖畔にはかつて北方王国アルノールの首都アンヌミナスが置かれ、同国の砦にしてのちにアルセダイン王国の首都となるフォルノスト（死者の丘）もこの湖の東方に位置するなど、北方の人間王国にとって重要な地であった。